# Koen Weuts
Koen Weuts (18 september 1990) is een Belgisch voetbalspeler die sinds 2015 uitkomt voor K.Lyra-Lierse. Zijn positie is verdediger.

## Carrière
Weuts speelde eerder bij de jeugdteams van K. Lyra TSV en Lierse SK. Op de leeftijd van 16 jaar mocht hij in de eerste ploeg van Lierse debuteren tijdens een eindrondewedstrijd tegen Antwerp FC. Weuts maakte in 2007 ook deel uit van het Belgische jeugdelftal op het WK onder 17 jaar in Zuid-Korea. Hier speelde hij samen met onder anderen Eden Hazard en Christian Benteke.
In augustus 2009 maakte hij, samen met zijn oudere broer Kurt, de overstap naar OH Leuven. In het seizoen 2010-2011 vierden ze samen de titel in Tweede klasse. Koen maakte mee de overstap naar Eerste klasse, terwijl Kurt verkaste naar derdeklasser KSK Heist. Koen Weuts maakte zijn debuut op het hoogste Belgische voetbalniveau op 29 juli 2011. Hij mocht een kwartier voor tijd invallen in de met 2-1 gewonnen thuiswedstrijd tegen RSC Anderlecht.
Toen zijn contract bij OH Leuven afliep, trok Wuts naar Helmond Sport. Na twee seizoenen haalde Lierse hem terug naar België. Na het faillissement van de club in 2018 bleef Weuts enkele maanden zonder club, tot RWDM hem in januari 2019 onderdak bood. Op 20 juni 2019 tekende Weuts voor vier seizoenen bij K.Lyra-Lierse.

## Statistieken
| Seizoen         | Club                | Competitie        | Competitie | Competitie | Play-off I | Play-off I | Play-off II | Play-off II | Play-off III / Eindr. | Play-off III / Eindr. | Beker | Beker | Totaal | Totaal |
| Seizoen         | Club                | Competitie        | Wed.       | Dlp.       | Wed.       | Dlp.       | Wed.        | Dlp.        | Wed.                  | Dlp.                  | Wed.  | Dlp.  | Wed.   | Dlp.   |
| --------------- | ------------------- | ----------------- | ---------- | ---------- | ---------- | ---------- | ----------- | ----------- | --------------------- | --------------------- | ----- | ----- | ------ | ------ |
| 2006/07         | K. Lierse SK        | Eerste Klasse     | 0          | 0          | nvt        | nvt        | nvt         | nvt         | 2                     | 0                     | 0     | 0     | 2      | 0      |
| 2007/08         | K. Lierse SK        | Tweede Klasse     | 9          | 0          | nvt        | nvt        | nvt         | nvt         | --                    | --                    | 0     | 0     | 9      | 0      |
| 2008/09         | K. Lierse SK        | Tweede Klasse     | 0          | 0          | nvt        | nvt        | nvt         | nvt         | 0                     | 0                     | 0     | 0     | 0      | 0      |
| 2009/10         | Oud-Heverlee Leuven | Tweede Klasse     | 11         | 1          | nvt        | nvt        | nvt         | nvt         | --                    | --                    | 0     | 0     | 11     | 1      |
| 2010/11         | Oud-Heverlee Leuven | Tweede Klasse     | 31         | 1          | nvt        | nvt        | nvt         | nvt         | --                    | --                    | 0     | 0     | 31     | 1      |
| 2011/12         | Oud-Heverlee Leuven | Eerste klasse     | 20         | 0          | --         | --         | 6           | 0           | --                    | --                    | 1     | 0     | 27     | 0      |
| 2012/13         | Oud-Heverlee Leuven | Eerste klasse     | 19         | 1          | --         | --         | 6           | 0           | --                    | --                    | 0     | 0     | 25     | 1      |
| 2013/14         | Helmond Sport       | Jupiler league    | 22         | 2          | --         | --         | --          | --          | --                    | --                    | 1     | 0     | 23     | 2      |
| 2014/15         | Helmond Sport       | Jupiler league    | 28         | 2          | --         | --         | --          | --          | --                    | --                    | 1     | 0     | 29     | 2      |
| 2015/16         | K. Lierse SK        | Tweede Klasse     | 13         | 1          | --         | --         | --          | --          | --                    | --                    | 0     | 0     | 13     | 1      |
| 2016/17         | K. Lierse SK        | Eerste klasse B   | 22         | 2          | --         | --         | 9           | 0           | --                    | --                    | 2     | 0     | 33     | 2      |
| 2017/18         | K. Lierse SK        | Eerste klasse B   | 12         | 0          | --         | --         | 5           | 0           | --                    | --                    | 1     | 0     | 18     | 0      |
| 2018/19         | RWDM                | Eerste klasse am. | 7          | 0          | --         | --         | --          | --          | --                    | --                    | 0     | 0     | 7      | 0      |
| Carrière totaal | Carrière totaal     | Carrière totaal   | 194        | 10         | 0          | 0          | 26          | 0           | 2                     | 0                     | 6     | 0     | 228    | 10     |